# 信田聡
信田 聡（しだ さとし、1953年 - ）は、日本の木材学者。元東京大学教授。株式会社木具定商店代表取締役社長。（公社）日本木材加工技術協会会長。日本木材学会賞受賞。

## 人物・経歴
東京生まれ。1976年東京農工大学農学部林産学科卒業。1982年東京大学大学院農学系研究科林産学専門課程博士課程修了、農学博士、北海道立林産試験場入所（乾燥研究室）。1987年東京大学農学部林産学科木質材料学講座助手。1992年日本木材学会賞受賞。1997年東京大学大学院農学生命科学研究科生物材料科学専攻助教授。2002年ブリティッシュコロンビア大学木材科学科客員助教授。2015年東京大学大学院農学生命科学研究科生物材料科学専攻教授。2019年定年退職。2020年妻の後任として木具定商店代表取締役社長に就任。同年（公社）日本木材加工技術協会会長。